# Peter Rosenberg
Peter Elliot Rosenberg (Chevy Chase, Maryland, Estados Unidos, 23 de julio de 1979), más conocido como Peter Rosenberg, es un disc-jockey, presentador de televisión y personalidad de la lucha libre profesional estadounidense. Rosenberg firmó con la WWE, donde obtuvo el Campeonato 24/7 una vez.

## Primeros años
Rosenberg nació y se crio en Chevy Chase, Maryland, su padre fue un miembro del personal de Capitol Hill y madre fue una maestra de escuela pública, y asistió a la escuela secundaria Bethesda-Chevy Chase. Describe su educación como "una vida suburbana regular muy judía, de clase media alta". Fue introducido al hip hop por su hermano mayor, y también ha citado canciones populares como "Parents Just Don't Understand" de DJ Jazzy Jeff & the Fresh Prince como sus primeras influencias. Visitando a sus abuelos en Rockaway Beach en Queens, Nueva York, fue influenciado por los programas de radio presentados por DJ Red Alert y Marley Marl. Obtuvo su primer juego de tocadiscos a la edad de 14 años.

## Carrera en la radio
En el verano anterior a su primer año en la Universidad de Maryland, Rosenberg comenzó a presentar un programa nocturno de hip hop subterráneo, From Dusk 'Til Dawn, en la estación de radio del campus WMUC-FM. Su nombre de DJ inicial era "PMD", un acrónimo de "Peter From Maryland" (un nombre que le dio Marley Marl mientras ganaba un concurso en el programa de radio de este). Después de graduarse de la universidad, Rosenberg actuó como DJ en una variedad de estaciones de radio en el área de DC, incluidas WPGC, WHFS y en la radio WJFK-FM. Comenzó a hacer vídeos de parodia en línea, que fueron vistos por el futuro gerente de programas de Hot 97 de Nueva York, Ebro Darden, y lo llevaron a su contratación en 2007 en la estación de radio.
Rosenberg es coanfitrión del programa matutino de lunes a viernes, The Hot 97 Morning Show, con Ebro y Laura Stylez. Allí, tocan pistas contemporáneas de hip hop y R&B, entrevistan a músicos y hablan sobre música, relaciones y raza en un estilo sencillo. También presenta Real Late With Rosenberg los domingos por la noche en Hot 97, y él y Cipha Sounds copresentan el podcast Juan Epstein, que ha presentado invitados como Jay-Z, Eminem y Rick Ross. Hot 97 es la estación de hip hop más escuchada en la ciudad de Nueva York y Rosenberg ha dicho que soñaba con estar en la estación cuando era niño.
Rosenberg también es conocido por apoyar y presentar al público a los artistas de rap emergentes de Nueva York. De hecho fue la primera personalidad de los medios en entrevistar al rapero Earl Sweatshirt después de que regresara en 2012 de una pausa de casi dos años. En un artículo de The New Yorker de abril de 2014 sobre Rosenberg, explicó: "Dado que tengo un pie en ambos mundos, un artista puede tocarme tres pistas, y puedo decir: 'Esta solo las cabezas de hip-hop como yo lo harán". apreciar. Este podría ser grande, pero es cursi. Pero este podría llegar a mucha gente, sin que sacrifiques quién eres'".
Después de que Bill de Blasio se convirtiera en alcalde de Nueva York en 2014, la primera entrevista radial tradicional fue por teléfono con el mismo Rosenberg y Ebro en The Hot 97 Morning Show.
El 6 de marzo de 2020, se anunció que Rosenberg había firmado un acuerdo con la empresa de lucha libre profesional WWE para presentar sus programas mensuales de panel de pago por visión, así como otros proyectos relacionados.

## Carrera en la lucha libre profesional
En 2009, Rosenberg presentó una serie en YouTube llamada Wrestling with Rosenberg, donde ha entrevistado a luchadores profesionales. Entre ellos incluidos los miembros del Salón de la Fama de la WWE Hulk Hogan, Shawn Michaels, Mick Foley y Jesse Ventura. El 19 de diciembre, Rosenberg se desempeñó como comentarista invitado en el pago por evento Final Battle de Ring of Honor Luego en 2013 apareció en la Total Nonstop Action Wrestling (TNA).
A fines de 2013, comenzó a presentar un podcast llamado Cheap Heat con el periodista David Shoemaker.
En febrero de 2015, fue invitado para aparecer en el podcast de Stone Cold Steve Austin, The Steve Austin Show.
El 4 de diciembre de 2016, Rosenberg hizo su primera aparición como panelista en el kick-off de TLC: Tables, Ladders & Chairs.
En enero de 2017, Rosenberg se convirtió en el presentador del programa de WWE Network, Bring it to the Table, junto a Paul Heyman y John "Bradshaw" Layfield, aunque más tarde Heyman dejaría el programa y Corey Graves ocupaba su lugar en episodios posteriores. Desde ese año, también se ha desempeñado como panelista en numerosos programas previos de PPV's, así como en varios programas posteriores a Talking Smack y Raw Talk.
El 31 de enero de 2021, Rosenberg, quien se desempeñaba como panelista previo al evento Royal Rumble, cubrió a R-Truth para ganar el Campeonato WWE 24/7. Sin embargo, lo perdió ante el mismo R-Truth cuando se le acercó sigilosamente en vivo durante el programa The Michael Kay Show y lo inmovilizó para recuperar el título.

## Vida personal
Rosenberg es judío y estuvo casado con la comentarista deportiva Alexa Datt hasta 2018. Vivían en el Upper West Side de Manhattan, donde reside actualmente. Con respecto a su afecto por el hip-hop, declaró en una entrevista de abril de 2014: "Me enfrentaré cara a cara con casi cualquier persona en términos de conocimiento, curiosidades y amor por esta música". Desde 2020, ha estado en una relación con la fotógrafa de Nueva York, Natalie Amrossi. El 22 de junio de 2022, Rosenberg anunció su compromiso con Amrossi en una edición de The Michael Kay Show.

## Polémicas

### Comentarios sobre sencillo de Nicki Minaj
Después de que Rosenberg dio a entender en el pequeño escenario de Summer Jam 2012 de Hot 97 que el sencillo "Starships" de la cantante trinitense Nicki Minaj no era "verdadero hip-hop", Minaj, quien era la cabeza de cartel programada para dicho festival, optaría por retirarse del escenario. Rosenberg se negó a disculparse, aclarando que sus comentarios no tenían la intención de atacar a Minaj, y que ella es "inherentemente hip hop... es solo que 'Starships' definitivamente no lo es". Minaj fue reemplazada en el proyecto de ley por Nas y Lauryn Hill.
El 28 de mayo de 2013, casi un año después de los sucesos, Minaj apareció como invitada en el programa matutino Hot 97 de Rosenberg. Los dos se reconciliaron, y Rosenberg finalmente se disculpó aclarando que no tiene nada en contra de Minaj ni su música. Minaj dijo que no debería haber cancelado su actuación, pero estaba molesta en ese momento debido a su falta de familiaridad con Rosenberg. Una semana después de aparecer en Hot 97, Minaj se unió a 2 Chainz para el festival Summer Jam 2013, interpretando dos canciones con el rapero.

## Campeonatos y logros

### Lucha libre profesional
- World Wrestling Entertainment/WWE
  - WWE 24/7 Championship (1 vez)